# Bugatti Chiron
O Bugatti Chiron é um automóvel superesportivo de motor central e dois lugares desenhado e desenvolvido pela Bugatti (que pertence ao Grupo Volkswagen) como sucessor do Bugatti Veyron, sendo produzido entre 2016 e maio de 2024. O Chiron foi revelado no Salão do Automóvel de Genebra em 1 de março de 2016. É a versão de produção do Bugatti 18/3 Chiron.
O nome do modelo é uma homenagem ao piloto monegasco Louis Chiron.

## Especificações
O motor 8 litros W16 quad-turbo é o mesmo do Veyron, no entanto, muito mais moderno. O Chiron tem agora 1500 cavalos de potência e 163,1 kgf.m (1.600 N.m) de torque iniciando a 2.000 rpm. Como o Veyron, a carroceria é de fibra de carbono, a suspensão é independente e a tração é integral. Acelera de 0-100 km/h em 2,5 segundos, 0-200 km/h em menos de 6,5 segundos e 0-300 km/h em menos de 13,6 segundos. A velocidade máxima é limitada eletronicamente a 420 km/h por razões de segurança, sendo que o velocímetro é conhecido por ter a marca de 500 km/h.

## Recorde de velocidade
Em um teste realizado em 2 de agosto de 2019, o piloto Andy Wallace alcançou a marca de 490.48 km/h em uma versão modificada do Bugatti Chiron. O teste foi realizado na pista de testes da Volkswagen em Ehra-Lessien. O Bugatti Chiron se torna o primeiro carro de produção a atingir a marca de 300 mph  (482,8 km/h).